# لوك سيمون
لوك سيمون (بالفرنسية: Luc Simon)‏ (و. 1924 – 2011 م) هو رسام، وممثل، من فرنسا، ولد في ريمس، توفي عن عمر يناهز 87 عاماً.

## وصلات خارجية
- لوك سيمون على موقع IMDb (الإنجليزية)
- لوك سيمون على موقع قاعدة بيانات الفيلم (الإنجليزية)